# Mazury (gmina Świętajno)
Mazury (Duits: Masuhren; 1938-1945: Masuren) is een plaats in het Poolse woiwodschap Ermland-Mazurië, in het district Olecki. De plaats maakt deel uit van de landgemeente Świętajno.